# Tomašin
Tomašin (mađ. Drávatamási) je pogranično selo u južnoj Mađarskoj.
Zauzima površinu od 8,45 km četvornih.

## Zemljopisni položaj
Nalazi se na 45° 56' 40" sjeverne zemljopisne širine i 17° 34' 10" istočne zemljopisne dužine, sjeverno od Drave, uz granicu s Republikom Hrvatskom. Najbliža naselja u RH su Novi Gradac, 2 km jugozapadno i Žlebina, 3 km jugozapadno.
Kotarsko sjedište Barča je 6,5 km zapadno, Darány je 2 km sjeverno-sjeverozapadno, Dombol je 3 km istočno-sjeveroistočno, Gardonja je 1,5 km istočno, a Potonja je 5 km istočno-jugoistočno.

## Upravna organizacija
Upravno pripada Barčanskoj mikroregiji u Šomođskoj županiji. Poštanski broj je 7979.

## Promet
1 km sjeverno od Tomašina prolazi željeznička prometnica Barča – Viljan, a ondje se nalazi i željeznička postaja.

## Stanovništvo
Tomašin ima 394 stanovnika (2001.). Mađari su većina. Hrvati čine 1%. Rimokatolika je 49,9%, bez vjere je 37,6%, kalvinista je 8% te ostalih. 

## Vanjske poveznice
- (mađ.) * Drávatamási a Vendégvárón  Arhivirana inačica izvorne stranice od 13. svibnja 2005. (Wayback Machine)
- Tomašin na fallingrain.com